# Mount Alibi
Der Mount Alibi ist ein 925 m hoher und markanter Berg, der 5 km ostsüdöstlich des Adit-Nunatak an der Nordflanke des Leppard-Gletscher im antarktischen Grahamland auf der Antarktischen Halbinsel aufragt.
Sein Entdecker ist der australische Polarforscher Hubert Wilkins bei einem Überflug am 20. Dezember 1928. Wilkins’ als Mount Napier Birks benanntes Objekt konnte jedoch 1947 durch den Falkland Islands Dependencies Survey bei Vermessungen des Gebiets nicht identifiziert werden. Das UK Antarctic Place-Names Committee benannte danach einen Berg 64 km weiter nordöstlich Mount Birks. Eine weitere Vermessung im Jahr 1955 ergab, dass es sich bei Wilkins’ Entdeckung um den hier beschriebenen Berg handeln musste, der aufgrund der zurückliegenden Verwirrungen nach dem aus dem Lateinischen stammenden Begriff Alibi für den Beweis der Präsenz an einem anderen als dem relevanten Ort benannt wurde.